# Jonathan Tah
Jonathan Glao Tah (ur. 11 lutego 1996 w Hamburgu) – niemiecki piłkarz pochodzenia iworyjskiego, występujący na pozycji obrońcy w niemieckim klubie Bayern Monachium oraz w reprezentacji Niemiec.

## Kariera klubowa
Piłkę nożną zaczął trenować w wieku 4 lat w Altona 93. W 2009 na krótko trafił do Concordii Hamburg, by jeszcze w tym samym roku przenieść się do HSV. W styczniu 2013 przedłużył kontrakt z tym klubem do 2016 roku, a miesiąc później rozpoczął treningi z pierwszym zespołem. W pierwszym zespole zadebiutował 4 sierpnia 2013 w meczu Pucharu Niemiec z Schottem Jena, natomiast debiut ligowy zaliczył 24 sierpnia 2013 w przegranym 0:1 spotkaniu z Herthą Berlin. W listopadzie 2013 przedłużył kontrakt z klubem do 2018. We wrześniu 2014 został wypożyczony do Fortuny Düsseldorf. W lipcu 2015 podpisał pięcioletni kontrakt z Bayerem 04 Leverkusen. Zadebiutował w tej drużynie 8 sierpnia 2015 w wygranym 3:0 meczu pierwszej rundy Pucharu Niemiec ze Sportfreunde Lotte, natomiast debiut ligowy zaliczył tydzień później w wygranym 2:1 spotkaniu pierwszej kolejki Bundesligi z TSG 1899 Hoffenheim. W 2015 roku został laureatem medalu Fritza Waltera. Pierwszego gola w Bundeslidze strzelił 28 stycznia 2017 w przegranym 2:3 meczu z Borussią Mönchengladbach.

## Kariera reprezentacyjna
Tah grał w młodzieżowych reprezentacjach Niemiec do lat 16, 17, 19 i 21. W seniorskiej kadrze zadebiutował 26 marca 2016 w przegranym 2:3 meczu z Anglią, w którym rozegrał drugą połowę. 8 czerwca 2016 został powołany do kadry Niemiec na Euro 2016 w miejsce kontuzjowanego Antonio Rüdigera.

## Sukcesy

### Bayer 04 Leverkusen
- Mistrzostwo Niemiec: 2023/2024[18]
- Puchar Niemiec: 2023/24[19]
- Superpuchar Niemiec: 2024[20]

### Bayern Monachium
- Superpuchar Niemiec: 2025[21]

## Życie osobiste
Jego matka jest Niemką, a ojciec Iworyjczykiem.